# Saison 2008 de la NFL
Navigation
Édition précédente Édition suivante
La saison 2008 de la NFL est la 89e saison de la National Football League (NFL), la ligue principale d'équipes professionnelles de football américain aux États-Unis. La NFL est organisée en deux conférences distinctes depuis 1970 : la National Football Conference (NFC) et l'American Football Conference (AFC). Ces deux conférences sont subdivisées en quatre divisions chacune: Est, Ouest, Nord et Sud.  Chaque franchise dispute 16 matches sur 17 semaines lors de la saison régulière qui se déroule du 4 septembre 2008 au 28 décembre 2008. Une phase de playoffs suit la saison régulière pour mener à la finale, le Super Bowl XLIII, programmée le 1er février 2009 au Raymond James Stadium de Tampa.

## Événements

### Nouveau logotype
La NFL va commencer à utiliser un nouveau logo pour la saison 2008 avec huit étoiles représentant les huit divisions et un ballon de football ressemblant à celui figurant sur le Vince Lombardi Trophy.

### Matchs hors des États-Unis
Lors de la saison 2008, pour la deuxième année, la NFL tiendra un match de saison régulière à l'extérieur des États-Unis, selon une résolution adoptée par les propriétaires de la ligue en 2006 débouchant sur la création de la série internationale. Le match se jouera au Royaume-Uni probablement au Wembley Stadium dans le Grand Londres. Il verra s'affronter les Giants de New York et les Dolphins de Miami.
Un autre match se tient au Centre Rogers de Toronto comme un match à domicile pour les Bills de Buffalo, disputé dans le cadre des Bills Toronto Series, événement récemment mis en place. Le propriétaire de l'équipe Ralph C. Wilson Jr. a en effet demandé à la ligue de jouer au moins un match au Canada, afin de renforcer la base de fans du club là-bas.

### Changements de règles
Les changements de règles suivants ont été décidés lors de la réunion annuelle des propriétaires de la ligue à Palm Beach. 
- Un joueur défensif a le droit de porter une radio du type de celle utilisée par le quarterback pour communiquer avec les entraîneurs.
- La règle « force-out » pour les réceptions près des lignes est supprimée. Un receveur doit tomber avec le ballon et les deux pieds à l'intérieur du terrain pour qu'une passe soit jugée complétée. Cependant, si un receveur est pris en l'air par un défenseur et mis en dehors du terrain sans que les deux pieds touchent le sol, l'arbitre peut décider que la passe a été complétée.
- La pénalité de 5 yards pour avoir pris la grille de protection faciale de manière accidentelle a été supprimée. Lorsque c'est intentionnel, la pénalité est de 15 yards.
- Les équipes qui gagnent le toss peuvent différer leur choix jusqu'au début de la 2e mi-temps.
- Lorsque le ballon heurte les poteaux lors d'une tentative de field goal, l'action peut être revue par la vidéo.
- Si le ballon touche le sol lors d'un snap avant que le quarterback le touche, c'est un fumble. Auparavant cela donnait lieu à une pénalité de 5-yards.

### Nouveaux stades
- Les Colts d'Indianapolis inaugurent lors de cette saison leur nouveau stade Lucas Oil Stadium. Le RCA Dome devenait trop vétuste.
- Les Cowboys de Dallas effectuent leur dernière saison dans le Texas Stadium avant d'utiliser le Cowboys Stadium.
- Les Giants de New York et les Jets de New York jouent eux leur avant dernière saison au Giants Stadium. Ils utiliseront à partir de 2010 le Meadowlands Stadium.

## Mouvements notables

### Entraîneurs
- Falcons d'Atlanta : Mike Smith, coordinateur défensif des Jaguars de Jacksonville remplace Bobby Petrino (et Emmitt Thomas qui a fait un interim de trois matchs) à la suite de son départ après une seule saison inachevée pour les Razorbacks de l'Arkansas de l'université de l'Arkansas.
- Ravens de Baltimore : John Harbaugh, entraîneur de la ligne défensive des Eagles de Philadelphie remplace Brian Billick à la suite du licenciement de ce dernier. Billick avait mené les Ravens à la victoire lors du Super Bowl XXXV et termine avec un bilan global de 80 victoires et 64 défaites.
- Dolphins de Miami : Tony Sparano, assistant de l'entraîneur des Cowboys de Dallas et entraîneur de la ligne offensive, remplace Cam Cameron, licencié après une saison avec un bilan catastrophique de 1 victoire et 15 défaites.
- Redskins de Washington : Jim Zorn, entraîneur des quarterbacks des Seahawks de Seattle, remplace Joe Gibbs qui a pris sa retraite. Gibbs est resté seize saisons complètes responsable des Redskins. Entre 1981 et 1992, le club gagna trois Super Bowls (XVII, XXII et XXVI) et quatre titres de champion NFC. Après avoir été intronisé au Pro Football Hall of Fame, il avait rejoint l'équipe en 2004.
- À l'issue d'une saison 2008 sans qualification en playoffs pour eux, les Jets de New York, Lions de Détroit, Browns de Cleveland et les Broncos de Denver se sont séparés de leurs entraîneurs: respectivement Eric Mangini, Rod Marinelli, Romeo Crennel et Mike Shanahan[6],[7].

### Joueurs
- Brett Favre, qui avait tout d'abord annoncé sa retraite la saison précédente, est transféré aux Jets de New York.
- Michael Strahan, récent vainqueur du Super Bowl XLII avec les Giants de New York, prend sa retraite.
- Daunte Culpepper, quarterback ayant longtemps évolué aux Vikings du Minnesota prend sa retraite. Il fait son retour en 10e semaine avec les Lions de Détroit, en remplacement de John Kitna qui s'est blessé.

## Classement de la saison régulière
Classement établi au 28 décembre 2008.
V = Victoires, D = Défaites, N = Matchs nuls, PCT = Pourcentage victoires, PF= Points marqués, PA = Points encaissés
| Qualifiés pour les playoffs |

y = wild card, z = qualifié pour les playoffs de division, * = avantage du terrain pendant les playoffs
| AFC Est                            |    |    |   |      |     |     |
| Franchise                          | V  | D  | N | PCT  | PF  | PA  |
| (3) Dolphins de Miami(a) - z       | 11 | 5  | 0 | .688 | 345 | 317 |
| Patriots de la Nouvelle-Angleterre | 11 | 5  | 0 | .688 | 410 | 309 |
| Jets de New York                   | 9  | 7  | 0 | .600 | 405 | 356 |
| Bills de Buffalo                   | 7  | 9  | 0 | .438 | 336 | 342 |
| AFC Nord                           |    |    |   |      |     |     |
| Franchise                          | V  | D  | N | PCT  | PF  | PA  |
| (2) Steelers de Pittsburgh - z     | 12 | 4  | 0 | .750 | 347 | 223 |
| (6) Ravens de Baltimore(b) - y     | 11 | 5  | 0 | .688 | 385 | 244 |
| Bengals de Cincinnati              | 4  | 11 | 1 | .233 | 203 | 364 |
| Browns de Cleveland                | 4  | 12 | 0 | .250 | 232 | 350 |
| AFC Sud                            |    |    |   |      |     |     |
| Franchise                          | V  | D  | N | PCT  | PF  | PA  |
| (1) Titans du Tennessee - z *      | 13 | 3  | 0 | .813 | 375 | 234 |
| (5) Colts d'Indianapolis - y       | 12 | 4  | 0 | .750 | 377 | 298 |
| Texans de Houston                  | 8  | 8  | 0 | .500 | 366 | 394 |
| Jaguars de Jacksonville            | 5  | 11 | 0 | .312 | 302 | 367 |
| AFC Ouest                          |    |    |   |      |     |     |
| Franchise                          | V  | D  | N | PCT  | PF  | PA  |
| (4) Chargers de San Diego - z      | 8  | 8  | 0 | .500 | 439 | 347 |
| Broncos de Denver                  | 8  | 8  | 0 | .500 | 370 | 448 |
| Raiders d'Oakland                  | 5  | 11 | 0 | .313 | 263 | 388 |
| Chiefs de Kansas City              | 2  | 14 | 0 | .125 | 291 | 440 |

| NFC Est                         |    |    |   |      |     |     |
| Franchise                       | V  | D  | N | PCT  | PF  | PA  |
| (1) Giants de New York(c) - z * | 12 | 4  | 0 | .750 | 424 | 294 |
| (6) Eagles de Philadelphie - y  | 9  | 6  | 1 | .594 | 416 | 289 |
| Cowboys de Dallas               | 9  | 7  | 0 | .563 | 362 | 365 |
| Redskins de Washington          | 8  | 8  | 0 | .500 | 265 | 296 |
| NFC Nord                        |    |    |   |      |     |     |
| Franchise                       | V  | D  | N | PCT  | PF  | PA  |
| (3) Vikings du Minnesota - z    | 10 | 6  | 0 | .625 | 379 | 333 |
| Bears de Chicago                | 9  | 7  | 0 | .563 | 375 | 350 |
| Packers de Green Bay            | 6  | 10 | 0 | .375 | 419 | 380 |
| Lions de Détroit                | 0  | 16 | 0 | .000 | 268 | 517 |
| NFC Sud                         |    |    |   |      |     |     |
| Franchise                       | V  | D  | N | PCT  | PF  | PA  |
| (2) Panthers de la Caroline - z | 12 | 4  | 0 | .750 | 414 | 329 |
| (5) Falcons d'Atlanta - y       | 11 | 5  | 0 | .688 | 391 | 325 |
| Buccaneers de Tampa Bay         | 9  | 7  | 0 | .563 | 361 | 323 |
| Saints de La Nouvelle-Orléans   | 8  | 8  | 0 | .500 | 463 | 393 |
| NFC Ouest                       |    |    |   |      |     |     |
| Franchise                       | V  | D  | N | PCT  | PF  | PA  |
| (4) Cardinals de l'Arizona - z  | 9  | 7  | 0 | .563 | 427 | 426 |
| 49ers de San Francisco          | 7  | 9  | 0 | .438 | 339 | 381 |
| Seahawks de Seattle             | 4  | 12 | 0 | .250 | 294 | 392 |
| Rams de Saint-Louis             | 2  | 14 | 0 | .125 | 232 | 465 |

(a): Miami devance New England en raison d'un meilleur bilan en conférence (8–4 contre 7–5).
(b): Baltimore devance New England en raison d'un meilleur bilan en conférence (8–4 contre 7–5).
(c): Les Giants de New York devancent les Panthers au classement à la suite de leur victoire, contre ces derniers (30-10 en semaine 11).

## Matchs de la saison régulière
1re semaine - 4, 7 et 8 septembre
Dans un choc entre équipes de division NFC Est, les Giants de New York battent les Redskins de Washington.
2e semaine - 14 et 15 septembre
Les Patriots de New England battent les Jets de New York, leurs rivaux de la division AFC Est. Les Broncos de Denver en font de même, dans la division AFC Ouest, contre les Chargers de San Diego. Dans un match entre équipes de NFC Est, les Cowboys de Dallas battent les Eagles de Philadelphie.
3e semaine - 21 et 22 septembre
Les Patriots de New England, privés de Tom Brady, chutent à domicile contre les Dolphins de Miami. Les Colts d'Indianapolis concèdent une 2e défaite en trois matchs, ils sont battus à domicile par les Jaguars de Jacksonville.
4e semaine - 28 et 29 septembre

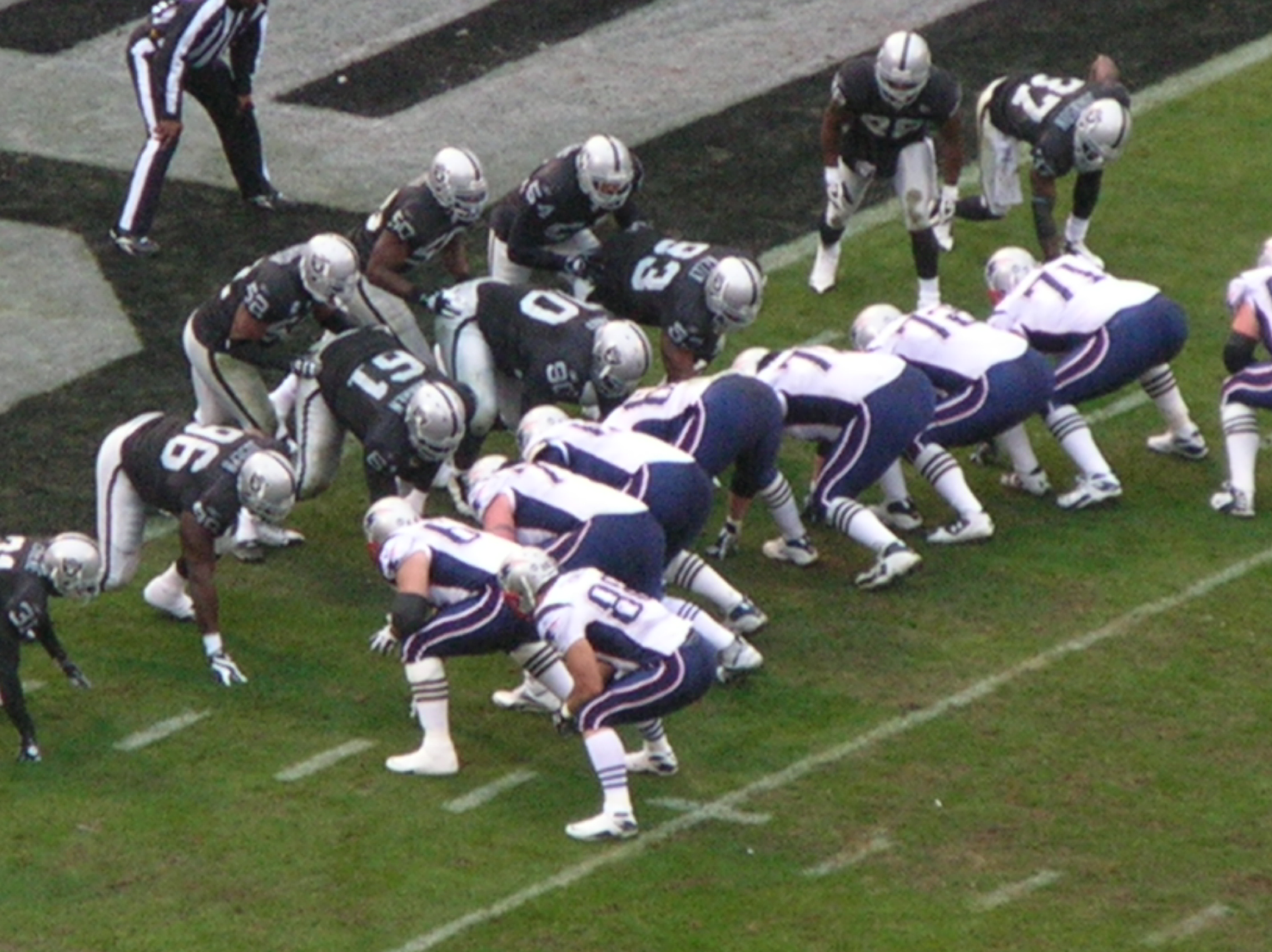
Les Patriots contre les Raiders à Oakland (49-26)

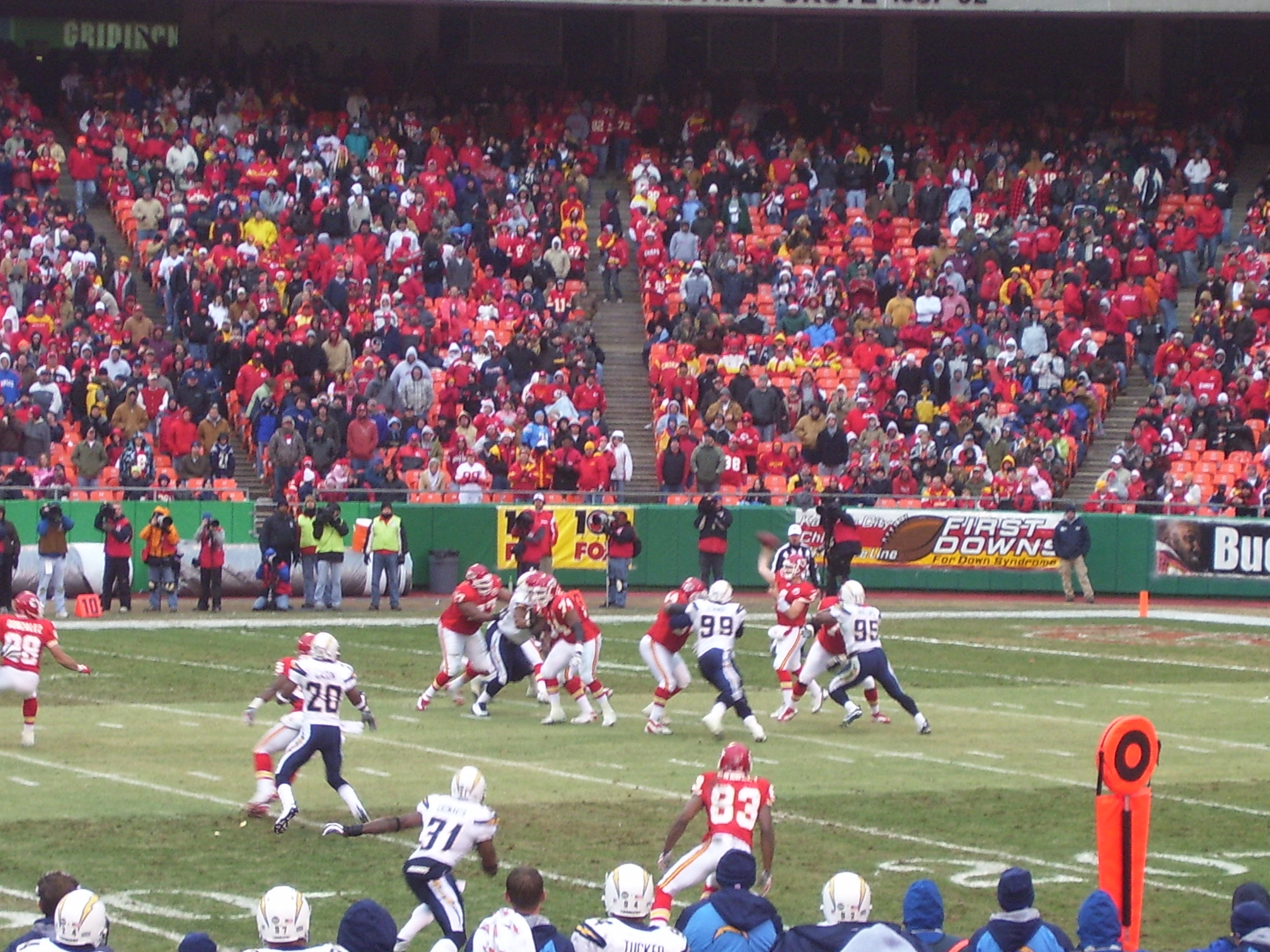
Les Chargers de San Diego chez les Chiefs de Kansas City

Les Redskins de Washington remportent le choc de la division NFC Est sur la pelouse des Cowboys de Dallas. Les Steelers de Pittsburgh battent les Ravens de Baltimore, des rivaux pour la 1re place de division AFC Nord.
5e semaine - 5 et 6 octobre
Victoire des Redskins de Washington chez les Eagles de Philadelphie, des rivaux de la division NFC Est.
6e semaine - 12 et 13 octobre
Deux favoris pour le Superbowl, les Patriots de New England et les Giants de New York, chutent respectivement contre les Chargers de San Diego et les Browns de Cleveland.
7e semaine - 19 et 20 octobre
Les Titans du Tennessee est la seule franchise invaincue avec 6 victoires, alors que les  Bengals de Cincinnati et les Lions de Détroit n'ont toujours pas gagné un match.
8e semaine - 26 et 27 octobre
Le match opposant les Chargers de San Diego et les Saints de La Nouvelle-Orléans s'est, pour la 2e fois d'affilée, disputé au Wembley Stadium (Angleterre). Les Lions de Détroit et les Bengals de Cincinnati n'ont toujours pas gagné un match. Les Titans du Tennessee restent invaincus après leur victoire contre les Colts d'Indianapolis.
9e semaine - 2 et 3 novembre

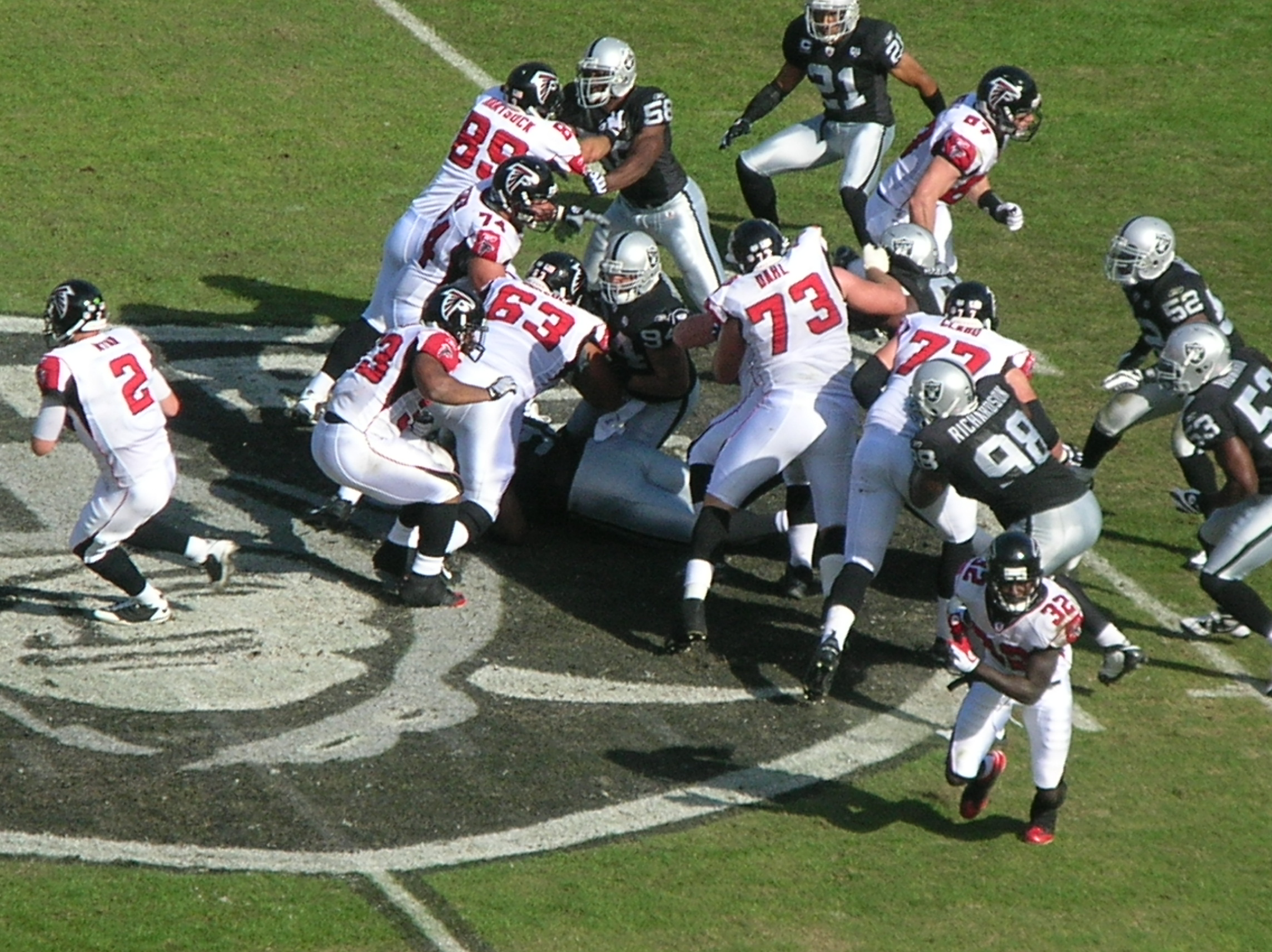
Falcons d'Atlanta contre les Raiders d'Oakland (24-0)

Les Bengals de Cincinnati remportent leur premier match, alors que les Lions de Détroit sont toujours sans victoire. Les Titans du Tennessee restent invaincus après leur victoire contre les Packers de Green Bay. 
10e semaine - 6, 9 et 10 novembre
Les Titans du Tennessee restent invaincus après leur victoire contre les Bears de Chicago. Les Steelers de Pittsburgh chutent à domicile contre les Colts d'Indianapolis. Les Giants de New York battent les Eagles de Philadelphie, un rival de la division Est de NFC, et confortent leur 1re place en tête de cette division.
11e semaine - 13, 16 et 17 novembre

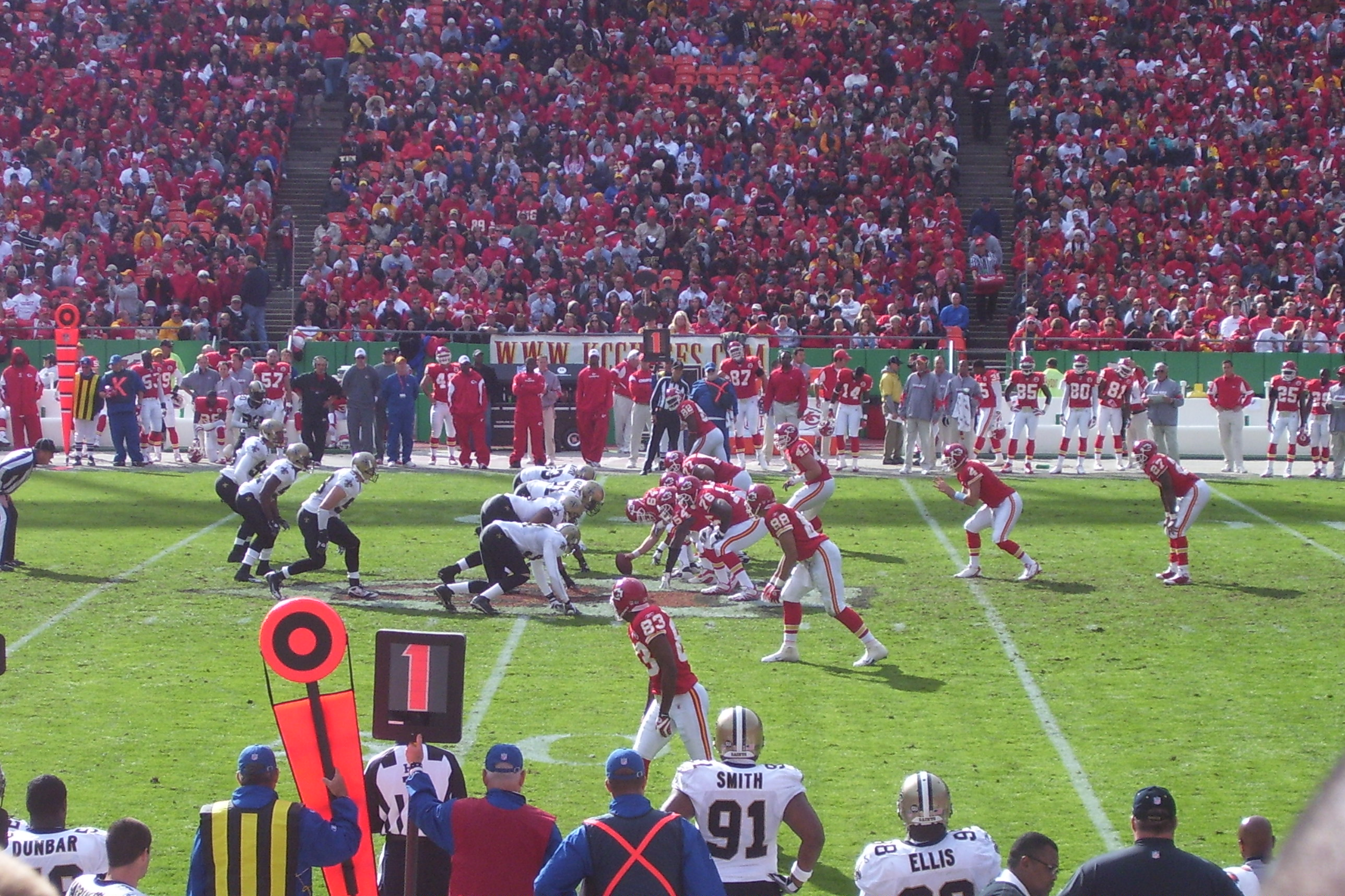
Les Saints de la Nouvelle Orléans contre les Chiefs de Kansas City (30-20)

Le choc entre les Jets de New York et les Patriots de New England, pour la 1re place de l'AFC Est, s'est terminé par une victoire des Jets sur le score de 34-31 après prolongation. Les Cowboys de Dallas battent les Redskins de Washington chez eux et les rejoignent au classement de la NFC Est derrière les Giants de New York qui ont battu les Ravens de Baltimore (30-10). Les Titans du Tennessee restent invaincus après leur victoire à Jacksonville. Les Lions de Détroit n'ont toujours pas gagné un match après leur 10e défaite contre les Panthers de la Caroline.
12e semaine - 20, 23 et 24 novembre
Les Titans du Tennessee subissent leur première défaite de la saison, ils sont battus à domicile par les Jets de New York (13-34). Une autre franchise compte une seule défaite, il s'agit des Giants de New York qui se sont imposés chez les Cardinals de l'Arizona (37-29).
13e semaine - 27 et 30 novembre, 1er décembre
Les Broncos de Denver s'imposent à l'extérieur contre les Jets de New York, alors que dans les deux chocs de la 13e semaine les Giants de New York et les Steelers de Pittsburgh battent respectivement les Redskins de Washington (23-7) et les Patriots de la Nouvelle Angleterre (33-10).
14e semaine - 4, 7 et 8 décembre
Les Eagles de Philadelphie s'imposent chez les Giants de New York (20-14), alors que les Steelers de Pittsburgh battent les Cowboys de Dallas (20-13).
15e semaine - 11, 14 et 15 décembre
Les Steelers de Pittsburgh s'imposent chez les Ravens de Baltimore et remportent ainsi le titre de champions de la division AFC Nord. Dans un choc entre équipes de la NFC Est, les Cowboys de Dallas ont battu les Giants de New York (20-8).
16e semaine - 18, 20 et 21 décembre

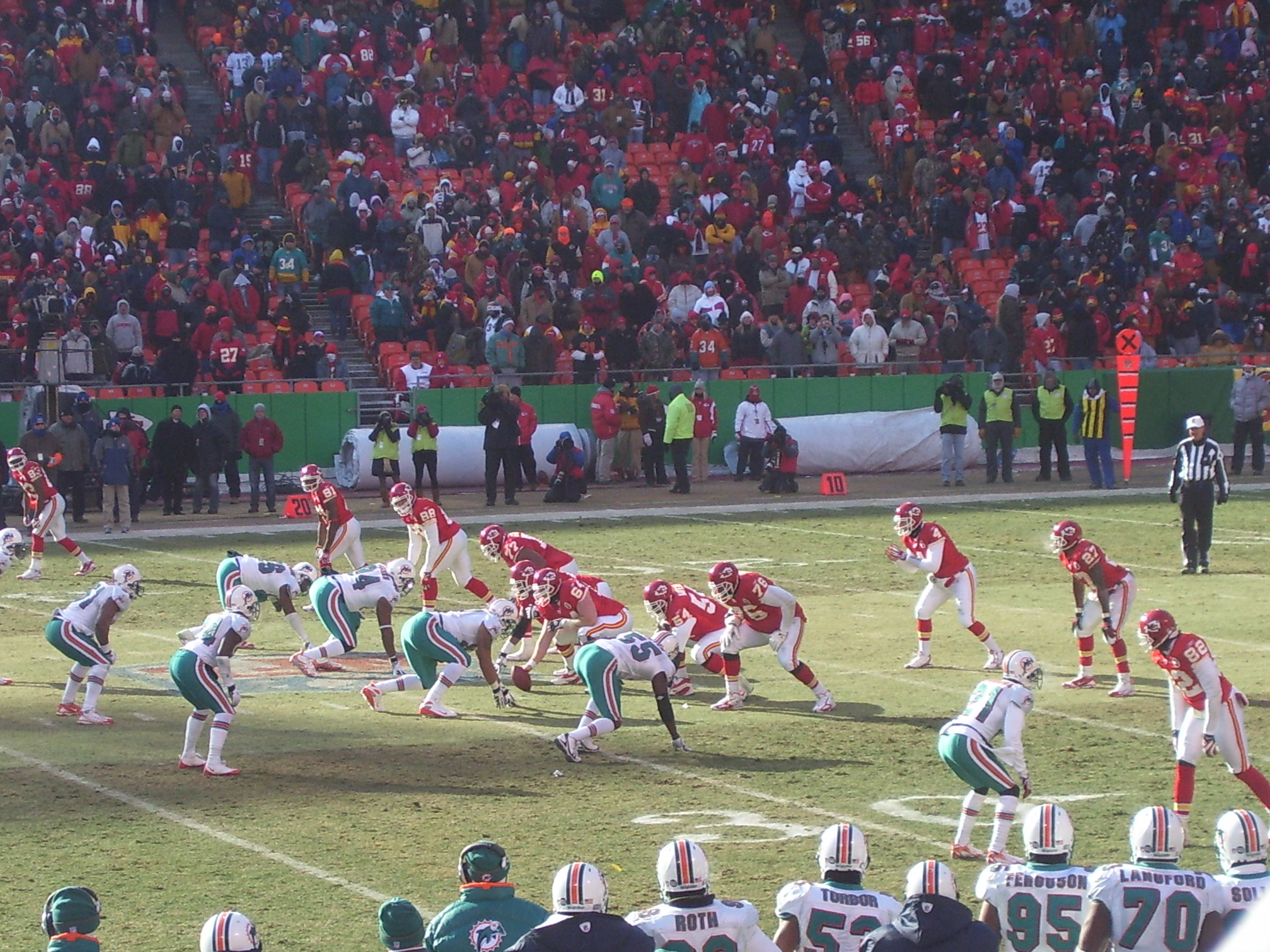
Les Dolphins de Miami chez les Chiefs de Kansas City (38-31)

La victoire des Colts d'Indianapolis, contre les Jaguars de Jacksonville, leur permet de se qualifier pour les playoffs. Les Titans du Tennessee battent les Steelers de Pittsburgh à domicile et sont assurés de terminer en tête de la conférence AFC à l'issue de la phase régulière.
La défaite des Buccaneers de Tampa Bay et la victoire des Falcons d'Atlanta entraîne la qualification des Panthers de Carolina et des Falcons d'Atlanta pour les playoffs. Grâce à sa victoire contre les Panthers de Carolina (34-28), les Giants de New York remportent le titre de champions de la conférence NFC.
Dans la conférence AFC, les places de wild cards se joueront entre les Dolphins de Miami, les Patriots de la Nouvelle-Angleterre et les Ravens de Baltimore.
En battant les Packers de Green Bay (20-17 en prolongation), les Bears de Chicago disputeront aux Vikings de Minnesota le titre de NFC Nord et une wild card en playoffs.
17e semaine - 28 décembre
Les Vikings de Minnesota battent les Giants de New York et remportent ainsi la 1re place de la division NFC Nord et donc une qualification en playoffs. Dans la division NFC Sud, le titre revient aux Panthers de la Caroline qui ont battu les Saints de la Nouvelle Orléans, ils devancent les Falcons d'Atlanta qui ont battu les Rams de Saint Louis.
Les Dolphins de Miami battent les Jets de New York, ils terminent ainsi en tête de la division AFC Est. Les Ravens de Baltimore battent les Jaguars de Jacksonville et s'assurent ainsi une place en playoffs, aux dépens des Patriots de la Nouvelle-Angleterre.
Les Buccaneers de Tampa Bay perdent à domicile face aux Raiders de Oakland, ce qui les prive d'une place en playoffs. Les Eagles de Philadelphie écrasent les Cowboys de Dallas (44-6) et obtiennent ainsi la 6e place de NFC en playoffs.
Les Chargers de San Diego battent les Broncos de Denver (52-21), ils sont champions de la division AFC Ouest et obtiennent une place en playoffs. Ils ont le même pourcentage de victoires (0.500) que les franchises classées dernières des divisions Est et Sud de NFC.

## Statistiques individuelles

### Meilleursquarterbacks
| - Évaluation - 1. Philip Rivers (Chargers) : 105.5 - 2. Chad Pennington (Dolphins) : 97.4 - 3. Kurt Warner (Cardinals) : 96.9 - 4. Drew Brees (Saints) : 96.2 - 5. Peyton Manning (Colts) : 95.0 | - Total de yards - 1. Drew Brees (Saints) : 5069 - 2. Kurt Warner (Cardinals) : 4585 - 3. Jay Cutler (Broncos) : 4526 - 4. Aaron Rodgers (Packers) : 4038 - 5. Philip Rivers (Chargers) : 4009 | - Nombre de touchdowns - 1. Philip Rivers (Chargers) : 34 1. Drew Brees (Saints) - 3. Kurt Warner (Cardinals) : 30 - 4. Aaron Rodgers (Packers) : 28 - 5. Peyton Manning (Colts) : 27 |

### Meilleurswide receivers
| - Total de yards - 1. Andre Johnson (Texans) : 1575 - 2. Larry Fitzgerald (Cardinals) : 1431 - 3. Steve Smith (Panthers) : 1421 - 4. Roddy White (Falcons) : 1382 - 5. Calvin Johnson (Lions) : 1331 | - Nombre de touchdowns - 1. Larry Fitzgerald (Cardinals) : 12 1. Calvin Johnson (Lions) - 3. Randy Moss (Patriots) : 11 3. Anquan Boldin (Cardinals) |

### Meilleursrunning backs
| - Total de yards - 1. Adrian Peterson (Vikings) : 1760 - 2. Michael Turner (Falcons) : 1699 - 3. DeAngelo Williams (Panthers) : 1515 - 4. Clinton Portis (Redskins) : 1487 - 5. Thomas Jones (Jets de New York) : 1312 | - Nombre de touchdowns - 1. DeAngelo Williams (Panthers) : 18 - 2. Michael Turner (Falcons) : 17 - 3. Brandon Jacobs (Giants) : 15 3. LenDale White (Titans) - 5. Thomas Jones (Jets de New York) : 13 |

## Récompenses individuelles
- MVP de la saison : Peyton Manning (Colts), quarterback
- Entraîneur de l'année : Mike Smith (Falcons)
- Joueur Offensif de l'année : Drew Brees (Saints), quarterback
- Joueur Défensif de l'année : James Harrison (Steelers), linebacker
- Rookie Offensif de l'année : Matt Ryan (Falcons), quarterback
- Rookie Défensif de l'année : Jerod Mayo (Patriots), linebacker
- Comeback NFL de l'année : Chad Pennington (Dolphins), quarterback
- MVP du Super Bowl XLIII : Santonio Holmes (Steelers), wide receiver

## SélectionAll Pro
C'est l'équipe type de la saison désignée par Associated Press.
| Position         | Joueur                                              |
| ---------------- | --------------------------------------------------- |
| Quarterback      | Peyton Manning (Colts)                              |
| Running back     | Adrian Peterson (Vikings)                           |
| Fullback         | LeRon McClain (Ravens)                              |
| Wide receiver    | Andre Johnson (Texans) Larry Fitzgerald (Cardinals) |
| Tight end        | Tony Gonzalez (Chiefs)                              |
| Offensive tackle | Jordan Gross (Panthers) Michael Roos (Titans)       |
| Offensive guard  | Steve Hutchinson (Vikings) Chris Snee (Giants)      |
| Centre           | Kevin Mawae (Titans)                                |

| Position           | Joueur                                               |
| ------------------ | ---------------------------------------------------- |
| Defensive end      | Jared Allen (Vikings) Justin Tuck (Giants)           |
| Defensive Tackle   | Albert Haynesworth (Titans) Kevin Williams (Vikings) |
| Outside Linebacker | DeMarcus Ware (Cowboys) James Harrison (Steelers)    |
| Inside Linebacker  | Ray Lewis (Ravens) Jon Beason (Panthers)             |
| Cornerback         | Nnamdi Asomugha (Raiders) Cortland Finnegan (Titans) |
| Safety             | Troy Polamalu (Steelers) Ed Reed (Ravens)            |

| Position      | Joueur                        |
| ------------- | ----------------------------- |
| Kicker        | Stephen Gostkowski (Patriots) |
| Punter        | Shane Lechler (Raiders)       |
| Kick returner | Leon Washington (Jets)        |

## Playoffs

### Tableau du tour final
|  | Tour Wild Cards | Tour Wild Cards | Tour Wild Cards |            |              | Tour de Division | Tour de Division | Tour de Division |    |  | Finales de Conférence | Finales de Conférence | Finales de Conférence |    |  | Super Bowl XLIII | Super Bowl XLIII | Super Bowl XLIII |
|  |                 |                 |                 |            |              |                  |                  |                  |    |  |                       |                       |                       |    |  |                  |                  |                  |
|  | 5               | Atlanta         | 24              |            |              |                  |                  |                  |    |  |                       |                       |                       |    |  |                  |                  |                  |
|  | 4               | Arizona         | 30              |            |              |                  |                  |                  |    |  |                       |                       |                       |    |  |                  |                  |                  |
|  | 4               | Arizona         | 30              |            | 4            | Arizona          | 33               |                  |    |  |                       |                       |                       |    |  |                  |                  |                  |
|  |                 |                 |                 |            | 4            | Arizona          | 33               |                  |    |  |                       |                       |                       |    |  |                  |                  |                  |
|  |                 |                 | 2               | Caroline   | 13           |                  |                  |                  |    |  |                       |                       |                       |    |  |                  |                  |                  |
|  |                 |                 | 2               | Caroline   | 13           |                  |                  |                  |    |  |                       |                       |                       |    |  |                  |                  |                  |
|  |                 |                 |                 |            |              |                  |                  |                  |    |  |                       |                       |                       |    |  |                  |                  |                  |
|  |                 |                 |                 |            |              |                  |                  |                  |    |  |                       |                       |                       |    |  |                  |                  |                  |
|  |                 |                 |                 |            |              |                  | 4                | Arizona          | 32 |  |                       |                       |                       |    |  |                  |                  |                  |
|  | NFC             |                 |                 |            |              |                  | 4                | Arizona          | 32 |  |                       |                       |                       |    |  |                  |                  |                  |
|  |                 | 6               | Philadelphie    | 25         |              |                  |                  |                  |    |  |                       |                       |                       |    |  |                  |                  |                  |
|  | 6               | 6               | Philadelphie    | 25         | Philadelphie | 26               |                  |                  |    |  |                       |                       |                       |    |  |                  |                  |                  |
|  | 6               |                 |                 |            | Philadelphie | 26               |                  |                  |    |  |                       |                       |                       |    |  |                  |                  |                  |
|  | 3               | Minnesota       | 14              |            |              |                  |                  |                  |    |  |                       |                       |                       |    |  |                  |                  |                  |
|  | 3               | Minnesota       | 14              |            | 6            | Philadelphie     | 23               |                  |    |  |                       |                       |                       |    |  |                  |                  |                  |
|  |                 |                 |                 |            | 6            | Philadelphie     | 23               |                  |    |  |                       |                       |                       |    |  |                  |                  |                  |
|  |                 |                 | 1               | NY Giants  | 11           |                  |                  |                  |    |  |                       |                       |                       |    |  |                  |                  |                  |
|  |                 |                 | 1               | NY Giants  | 11           |                  |                  |                  |    |  |                       |                       |                       |    |  |                  |                  |                  |
|  |                 |                 |                 |            |              |                  |                  |                  |    |  |                       |                       |                       |    |  |                  |                  |                  |
|  |                 |                 |                 |            |              |                  |                  |                  |    |  |                       |                       |                       |    |  |                  |                  |                  |
|  |                 |                 |                 |            |              |                  |                  |                  |    |  |                       | 4                     | Arizona               | 23 |  |                  |                  |                  |
|  |                 |                 |                 |            |              |                  |                  |                  |    |  |                       |                       |                       |    |  |                  |                  |                  |
|  |                 | 2               | Pittsburgh      | 27         |              |                  |                  |                  |    |  |                       |                       |                       |    |  |                  |                  |                  |
|  | 5               | 2               | Pittsburgh      | 27         | Indianapolis | 17               |                  |                  |    |  |                       |                       |                       |    |  |                  |                  |                  |
|  | 5               |                 |                 |            | Indianapolis | 17               |                  |                  |    |  |                       |                       |                       |    |  |                  |                  |                  |
|  | 4               | San Diego       | 23              |            |              |                  |                  |                  |    |  |                       |                       |                       |    |  |                  |                  |                  |
|  | 4               | San Diego       | 23              |            | 4            | San Diego        | 24               |                  |    |  |                       |                       |                       |    |  |                  |                  |                  |
|  |                 |                 |                 |            | 4            | San Diego        | 24               |                  |    |  |                       |                       |                       |    |  |                  |                  |                  |
|  |                 |                 | 2               | Pittsburgh | 35           |                  |                  |                  |    |  |                       |                       |                       |    |  |                  |                  |                  |
|  |                 |                 | 2               | Pittsburgh | 35           |                  |                  |                  |    |  |                       |                       |                       |    |  |                  |                  |                  |
|  |                 |                 |                 |            |              |                  |                  |                  |    |  |                       |                       |                       |    |  |                  |                  |                  |
|  |                 |                 |                 |            |              |                  |                  |                  |    |  |                       |                       |                       |    |  |                  |                  |                  |
|  |                 |                 |                 |            |              |                  | 2                | Pittsburgh       | 23 |  |                       |                       |                       |    |  |                  |                  |                  |
|  | AFC             |                 |                 |            |              |                  | 2                | Pittsburgh       | 23 |  |                       |                       |                       |    |  |                  |                  |                  |
|  |                 | 6               | Baltimore       | 14         |              |                  |                  |                  |    |  |                       |                       |                       |    |  |                  |                  |                  |
|  | 6               | 6               | Baltimore       | 14         | Baltimore    | 27               |                  |                  |    |  |                       |                       |                       |    |  |                  |                  |                  |
|  | 6               |                 |                 |            | Baltimore    | 27               |                  |                  |    |  |                       |                       |                       |    |  |                  |                  |                  |
|  | 3               | Miami           | 9               |            |              |                  |                  |                  |    |  |                       |                       |                       |    |  |                  |                  |                  |
|  | 3               | Miami           | 9               |            | 6            | Baltimore        | 13               |                  |    |  |                       |                       |                       |    |  |                  |                  |                  |
|  |                 |                 |                 |            | 6            | Baltimore        | 13               |                  |    |  |                       |                       |                       |    |  |                  |                  |                  |
|  |                 |                 | 1               | Tennessee  | 10           |                  |                  |                  |    |  |                       |                       |                       |    |  |                  |                  |                  |
|  |                 |                 | 1               | Tennessee  | 10           |                  |                  |                  |    |  |                       |                       |                       |    |  |                  |                  |                  |
|  |                 |                 |                 |            |              |                  |                  |                  |    |  |                       |                       |                       |    |  |                  |                  |                  |

Pour chaque conférence, le résultat du match de wild card entre les équipes classées 3e et 6e détermine les rencontres du second tour. Si l'équipe classée 3e l'emporte, elle rencontre ensuite l'équipe classée 2e de la conférence et l'autre équipe qui remporte le tour wild card rencontre l'équipe classée 1re. Si l'équipe classée 6e remporte le tour de wild card, elle rencontre ensuite l'équipe classée 1re et l'autre équipe qui a remporté la wild card rencontre l'équipe classée 2e.
Trois des quatre équipes qualifiées pour les finales de conférence sont passées par le tour de wild card, seuls les Steelers de Pittsburgh étaient directement qualifiés pour une finale de division. La finale de l'AFC se joue entre deux franchises de la division AFC Nord.

### Détail des rencontres du tour final

#### TourWild Cards(repêchages)
Le tour de repêchage qualifie quatre équipes qui rejoindront les quatre équipes qualifiées directement grâce à un meilleur classement à l'issue de la saison régulière (classées en 1re ou 2e place des conférences AFC et NFC). Huit équipes participent au tour de repêchages: les quatre champions de division non directement qualifiés pour le second tour et les deux meilleures équipes restantes de chaque conférence. Les quatre équipes qui remportent le tour de wild card rejoignent ensuite les quatre équipes qualifiées directement.
Samedi 3 janvier 2009
NFC: Falcons d'Atlanta  - Cardinals de l'Arizona
Match disputé au University of Phoenix Stadium
Résumé et statistiques de la rencontre.
| Quart-temps | 1 | 2  | 3  | 4 | Total |
| ----------- | - | -- | -- | - | ----- |
| Atlanta     | 0 | 17 | 0  | 7 | 24    |
| Arizona     | 7 | 7  | 14 | 2 | 30    |

AFC : Colts d'Indianapolis - Chargers de San Diego
Match disputé au Qualcomm Stadium de San Diego
Résumé et statistiques de la rencontre.
| Quart-temps  | 1 | 2  | 3 | 4 | OT | Total |
| ------------ | - | -- | - | - | -- | ----- |
| Indianapolis | 7 | 3  | 7 | 0 | 0  | 17    |
| San Diego    | 0 | 14 | 0 | 3 | 6  | 23    |

Dimanche 4 janvier 2009
AFC : Ravens de Baltimore - Dolphins de Miami
Match disputé au Dolphin Stadium de Miami
Résumé et statistiques de la rencontre.
| Quart-temps | 1 | 2  | 3 | 4 | Total |
| ----------- | - | -- | - | - | ----- |
| Baltimore   | 3 | 10 | 7 | 7 | 27    |
| Miami       | 3 | 0  | 0 | 6 | 9     |

NFC : Eagles de Philadelphie  - Vikings du Minnesota
Match disputé au Hubert H. Humphrey Metrodome de Minneapolis
Résumé et statistiques de la rencontre.
| Quart-temps  | 1 | 2  | 3 | 4  | Total |
| ------------ | - | -- | - | -- | ----- |
| Philadelphie | 6 | 10 | 0 | 10 | 26    |
| Minnesota    | 0 | 14 | 0 | 0  | 14    |

#### Playoffs de division
Samedi 10 janvier 2009
AFC: Ravens de Baltimore - Titans du Tennessee
Match disputé au LP Field, à Nashville
Résumé et statistiques de la rencontre
| Quart-temps | 1 | 2 | 3 | 4 | Total |
| ----------- | - | - | - | - | ----- |
| Baltimore   | 7 | 0 | 0 | 6 | 13    |
| Tennessee   | 7 | 0 | 0 | 3 | 10    |

NFC: Cardinals de l'Arizona - Panthers de la Caroline
Match disputé au Bank of America Stadium, à Charlotte (Caroline du Nord)
Résumé et statistiques de la rencontre
| Quart-temps | 1  | 2  | 3 | 4 | Total |
| ----------- | -- | -- | - | - | ----- |
| Arizona     | 14 | 13 | 3 | 3 | 33    |
| Carolina    | 7  | 0  | 0 | 6 | 13    |

Dimanche 11 janvier 2009
NFC: Eagles de Philadelphie - Giants de New York
Match disputé au Giants Stadium, à East Rutherford (New Jersey)
Résumé et statistiques de la rencontre
| Quart-temps  | 1 | 2 | 3 | 4  | Total |
| ------------ | - | - | - | -- | ----- |
| Philadelphie | 7 | 3 | 3 | 10 | 23    |
| NY Giants    | 3 | 5 | 3 | 0  | 11    |

AFC: Chargers de San Diego - Steelers de Pittsburgh
Match disputé au Heinz Field de Pittsburgh
Résumé et statistiques de la rencontre
| Quart-temps | 1 | 2 | 3 | 4  | Total |
| ----------- | - | - | - | -- | ----- |
| San Diego   | 7 | 3 | 0 | 14 | 24    |
| Pittsburgh  | 7 | 7 | 7 | 14 | 35    |

#### Finales de conférence
Dimanche 18 janvier 2009
Finale NFC: Eagles de Philadelphie - Cardinals de l'Arizona
Match disputé au University of Phoenix Stadium, Glendale, Arizona
Résumé et statistiques de la rencontre
| Quart-temps  | - | -  | -  | - | Total |
| ------------ | - | -- | -- | - | ----- |
| Philadelphie | 3 | 3  | 13 | 6 | 25    |
| Arizona      | 7 | 17 | 0  | 8 | 32    |

Finale AFC: Ravens de Baltimore - Steelers de Pittsburgh
Match disputé au Heinz Field de Pittsburgh
Résumé et statistiques de la rencontre
| Quart-temps | - | - | - | - | Total |
| ----------- | - | - | - | - | ----- |
| Baltimore   | 0 | 7 | 0 | 7 | 14    |
| Pittsburgh  | 6 | 7 | 3 | 7 | 23    |

#### Super Bowl XLIII
Le Super Bowl XLIII a été disputé le 1er février 2009 au Raymond James Stadium de Tampa (Floride). Les Steelers de Pittsburgh ont battu les Cardinals de l'Arizona.
| Quart-temps | 1 | 2  | 3 | 4  | Total |
| ----------- | - | -- | - | -- | ----- |
| Arizona     | 0 | 7  | 0 | 16 | 23    |
| Pittsburgh  | 3 | 14 | 3 | 7  | 27    |

## Faits notables de la saison 2008
- Tom Brady, blessé à un genou lors de la première journée, est forfait pour le reste de la saison.
- L'ouragan Ike a entraîné un premier report du match des Texans de Houston contre les Ravens de Baltimore le 15 septembre. Cependant le Reliant Stadium des Texans ayant été endommagé par l'ouragan, un second report a été nécessaire et le match est reprogrammé le 9 novembre en semaine 10. Le match des Texans contre les Bengals de Cincinnati, initialement prévu le 9 novembre, est programmé le 26 octobre, les Bengals seront au repos en semaine 10 et non plus en semaine 8[20].
- Les Titans du Tennessee est la seule franchise invaincue à l'issue de la 6e journée, compte tenu de la défaite des Giants de New York contre les Browns de Cleveland.
- Pour la première fois dans l'histoire de la NFL, un match a été remporté en prolongation sur un coup de pied de dégagement bloqué et recouvert pour un touchdown par la défense lors de l'affrontement entre les Cowboys de Dallas et les Cardinals de l'Arizona[21].
- Le match du 16 novembre entre les Eagles de Philadelphie et les Bengals de Cincinnati s'est terminé par une égalité au score (13-13), le premier match nul depuis six ans[22].
- Les Giants de New York ont suspendu Plaxico Burress, un de leurs wide receivers, et ce jusqu'à la fin de la saison car il est poursuivi en justice pour possession illégale d'arme[23].
- Les Cowboys de Dallas disputent leur dernier match au Texas Stadium le 20 décembre 2008. Ils sont battus par les Ravens de Baltimore sur le score de 33-24[24].
- Les Lions de Détroit ne remportent aucune victoire pendant la saison 2008, c'est la 1re fois dans l'histoire de la NFL qu'une franchise termine avec un bilan de 0 victoire pour 16 défaites[25].
- Peyton Manning a été nommé MVP de la NFL en 2008 par Associated Press[26]. Il avait déjà reçu cette distinction en 2003 (avec Steve McNair) et 2004.
- Matt Ryan a été nommé rookie offensif de l'année, et Jerod Mayo rookie défensif de l'année.